# Torneo dell'UEMOA 2016
Il Torneo dell'UEMOA 2016 (2016 UEMOA Tournament) fu la settima ed ultima edizione del Torneo dell'UEMOA, competizione calcistica per nazione organizzata dall'UEMOA. La competizione si svolse in Togo dal 26 novembre al 3 dicembre 2016 e vide la partecipazione di otto squadre: Burkina Faso, Benin, Costa d'Avorio, Guinea-Bissau, Mali, Niger, Senegal e Togo.

## Formula
- Qualificazioni

Nessuna fase di qualificazione. Le squadre sono qualificate direttamente alla fase finale.
- Fase finale

Fase a gruppi - 8 squadre, divise in due gruppi da quattro squadre. Giocano partite di sola andata, le prime classificate si qualificano per la finale.
Fase a eliminazione diretta - 2 squadre, giocano partite di sola andata. La vincente si laurea campione UEMOA.

## Stadi
| Lomé             | Lomé (Togo) |
| ---------------- | ----------- |
| Stade de Kégué   | Lomé (Togo) |
| Capienza: 25.000 | Lomé (Togo) |
|                  | Lomé (Togo) |
| Lomé             | Lomé (Togo) |
| Stade Municipal  | Lomé (Togo) |
| Capienza: N/A    | Lomé (Togo) |
|                  | Lomé (Togo) |

## Squadre partecipanti
| Pr. | Squadra        | Data di qualificazione certa | Partecipante in quanto                                         | Partecipazioni precedenti al torneo | Ultima presenza     |
| --- | -------------- | ---------------------------- | -------------------------------------------------------------- | ----------------------------------- | ------------------- |
| 1   | Togo           | -                            | Rappresentativa della nazione organizzatrice della fase finale | 2007, 2008, 2009, 2010, 2011, 2013  | Costa d'Avorio 2013 |
| 2   | Costa d'Avorio | -                            | Qualificata di diritto                                         | 2007, 2008, 2009, 2010, 2011, 2013  | Costa d'Avorio 2013 |
| 3   | Benin          | -                            | Qualificata di diritto                                         | 2007, 2008, 2009, 2010, 2011, 2013  | Costa d'Avorio 2013 |
| 4   | Burkina Faso   | -                            | Qualificata di diritto                                         | 2007, 2008, 2009, 2010, 2011, 2013  | Costa d'Avorio 2013 |
| 5   | Guinea-Bissau  | -                            | Qualificata di diritto                                         | 2007, 2008, 2009, 2010, 2011, 2013  | Costa d'Avorio 2013 |
| 6   | Mali           | -                            | Qualificata di diritto                                         | 2007, 2008, 2009, 2010, 2011, 2013  | Costa d'Avorio 2013 |
| 7   | Niger          | -                            | Qualificata di diritto                                         | 2007, 2008, 2009, 2010, 2011, 2013  | Costa d'Avorio 2013 |
| 8   | Senegal        | -                            | Qualificata di diritto                                         | 2007, 2008, 2009, 2010, 2011, 2013  | Costa d'Avorio 2013 |

Nella sezione "partecipazioni precedenti al torneo", le date in grassetto indicano che la nazione ha vinto quella edizione del torneo, mentre le date in corsivo indicano la nazione ospitante.

## Fase finale

### Fase a gruppi

#### Gruppo A

##### Classifica
| Pos | Squadra        | P.ti | G | V | N | P | GF | GS | DR |
| --- | -------------- | ---- | - | - | - | - | -- | -- | -- |
| 1   | Mali           | 7    | 3 | 2 | 1 | 0 | 2  | 0  | +2 |
| 2   | Niger          | 5    | 3 | 1 | 2 | 0 | 2  | 1  | +1 |
| 3   | Costa d'Avorio | 4    | 3 | 1 | 1 | 1 | 1  | 1  | 0  |
| 4   | Togo           | 0    | 3 | 0 | 0 | 3 | 1  | 4  | -3 |

Mali qualificata alla finale.

##### Risultati
| Arbitro: | N'Diaye |

|  |           |          |
|  | Marcatori | 57’ Koné |

| Lomé 26 novembre 2016, ore 17:30 UTC+0 | Niger  | 0 – 0 | Costa d'Avorio | Stade de Kégué\| Arbitro: \| Ligali \| |
| Arbitro:                               | Ligali |       |                |                                        |

| Lomé 28 novembre 2016, ore 15:00 UTC+0 | Mali             | 0 – 0 | Niger | Stade de Kégué\| Arbitro: \| Domingos Barbosa \| |
| Arbitro:                               | Domingos Barbosa |       |       |                                                  |

| Arbitro: | Ouattara |

|  |           |           |
|  | Marcatori | 92’ Cissé |

| Arbitro: | Ouattara |

|  |           |             |
|  | Marcatori | 26’ Djenepo |

| Arbitro: | Domingos Barbosa |

|                     |           |             |
| Moussa 28’ Koye 65’ | Marcatori | 35’ Kouloun |

#### Gruppo B

##### Classifica
| Pos | Squadra       | P.ti | G | V | N | P | GF | GS | DR |
| --- | ------------- | ---- | - | - | - | - | -- | -- | -- |
| 1   | Senegal       | 7    | 3 | 2 | 1 | 0 | 7  | 1  | +6 |
| 2   | Burkina Faso  | 4    | 3 | 1 | 1 | 1 | 2  | 2  | 0  |
| 3   | Guinea-Bissau | 3    | 3 | 1 | 0 | 2 | 1  | 6  | -5 |
| 4   | Benin         | 2    | 3 | 0 | 2 | 1 | 0  | 1  | -1 |

Senegal qualificata alla finale.

##### Risultati
| Arbitro: | Bebou |

|                     |           |               |
| Badji 13’ Niane 89’ | Marcatori | 24’ Karambiri |

| Arbitro: | Karembe |

|           |           |  |
| Silva 73’ | Marcatori |  |

| Arbitro: | Al-Moustapha |

|               |           |  |
| Karambiri 13’ | Marcatori |  |

| Lomé 29 novembre 2016, ore 17:30 UTC+0 | Benin   | 0 – 0 | Senegal | Stade de Kégué\| Arbitro: \| Miessan \| |
| Arbitro:                               | Miessan |       |         |                                         |

| Lomé 1 dicembre 2016, ore 15:00 UTC+0 | Burkina Faso | 0 – 0 | Benin | Stade de Kégué\| Arbitro: \| Traoré \| |
| Arbitro:                              | Traoré       |       |       |                                        |

| Arbitro: | Karembe |

|                                                     |           |  |
| Niane 16’ Diatta 24’ Badji 30’, 80’ Habib Guèye 88’ | Marcatori |  |

### Fase a eliminazione diretta

#### Tabellone
|  | Finale  |         |   |  |
|  |         |         |   |  |
|  | Mali    | Mali    | 0 |  |
|  | Senegal | Senegal | 1 |  |

#### Finale
| Arbitro: | Miessan |

|  |           |           |
|  | Marcatori | 78’ Badji |